# Élections cantonales de 1992 en Saône-et-Loire
Les élections cantonales ont eu lieu les 22 et 29 mars 1992.
Lors de ces élections, 28 des 57 cantons de Saône-et-Loire ont été renouvelés. Elles ont vu la reconduction de la majorité UDF dirigée par René Beaumont, président du conseil général depuis 1985.

## Résultats à l’échelle du département
Répartition départementale des résultats (2e tour).
- PS (30,48 %)
- Majorité (10,54 %)
- RPR (19,58 %)
- UDF (8,91 %)
- DVD (30,49 %)

| Étiquette      | Étiquette                          | Premier tour | Premier tour | Second tour | Second tour | Sièges |
| Étiquette      | Étiquette                          | Voix         | %            | Voix        | %           | Sièges |
| -------------- | ---------------------------------- | ------------ | ------------ | ----------- | ----------- | ------ |
|                | Parti socialiste                   | 21 507       | 18,54        | 20 023      | 30,48       | 4      |
|                | Majorité présidentielle            | 10 531       | 9,08         | 6 924       | 10,54       | 3      |
|                | Parti communiste français          | 8850         | 7,63         |             |             |        |
|                | Parti radical de gauche            | 1 307        | 1,13         |             |             | 1      |
| Gauche         | Gauche                             | 42 195       | 36,38        | 26 947      | 41,02       | 8      |
|                |                                    |              |              |             |             |        |
|                | Divers droite                      | 28 891       | 24,91        | 20 034      | 30,49       | 10     |
|                | Rassemblement pour la République   | 16 488       | 14,22        | 12 866      | 19,58       | 5      |
|                | Union pour la démocratie française | 12 538       | 10,81        | 5 854       | 8,91        | 5      |
|                | Front national                     | 9 506        | 8,20         |             |             |        |
|                | Extrême droite                     | 9            | 0,01         |             |             |        |
| Droite         | Droite                             | 67 432       | 58,15        | 38 754      | 58,98       | 20     |
|                |                                    |              |              |             |             |        |
|                | Les Verts                          | 6 353        | 5,48         |             |             |        |
|                |                                    |              |              |             |             |        |
| Inscrits       | Inscrits                           | 177 196      | 100,00       | 113 903     | 100,00      |        |
| Abstention     | Abstention                         | 55 087       | 31,09        | 43 733      | 38,39       |        |
| Votants        | Votants                            | 122 109      | 68,91        | 70 170      | 61,61       |        |
| Blancs et nuls | Blancs et nuls                     | 6 129        | 5,02         | 4 469       | 6,37        |        |
| Exprimés       | Exprimés                           | 115 980      | 94,98        | 65 701      | 93,63       |        |

## Résultats par canton

### Canton d'Autun-Nord
| Candidats      | Candidats         | Étiquette      | Premier tour | Premier tour | Second tour | Second tour |
| Candidats      | Candidats         | Étiquette      | Voix         | %            | Voix        | %           |
| -------------- | ----------------- | -------------- | ------------ | ------------ | ----------- | ----------- |
|                | Jean-Paul Anciaux | RPR            | 1 788        | 32,84        | 2 356       | 46,78       |
|                | Didier Martinet   | PS             | 1 345        | 24,70        | 2 680       | 53,22       |
|                | Maurice Genet     | PS             | 1 085        | 19,93        | Retrait     | Retrait     |
|                | Alain Honore      | FN             | 630          | 11,57        |             |             |
|                | Bernard Jeault    | PS             | 393          | 7,22         |             |             |
|                | Richard André     | PCF            | 204          | 3,75         |             |             |
|                |                   |                |              |              |             |             |
| Inscrits       | Inscrits          | Inscrits       | 8 305        | 100,00       | 8 289       | 100,00      |
| Abstention     | Abstention        | Abstention     | 2 410        | 29,02        | 2 925       | 35,29       |
| Votants        | Votants           | Votants        | 5 895        | 70,98        | 5 364       | 64,71       |
| Blancs et nuls | Blancs et nuls    | Blancs et nuls | 450          | 7,63         | 328         | 6,11        |
| Exprimés       | Exprimés          | Exprimés       | 5 445        | 92,37        | 5 036       | 93,89       |

### Canton de Beaurepaire-en-Bresse
| Candidats      | Candidats         | Étiquette      | Premier tour | Premier tour | Second tour | Second tour |
| Candidats      | Candidats         | Étiquette      | Voix         | %            | Voix        | %           |
| -------------- | ----------------- | -------------- | ------------ | ------------ | ----------- | ----------- |
|                | Philippe Routhier | DVD            | 857          | 34,95        | 1 266       | 51,93       |
|                | Paul Colas        | PS             | 837          | 34,14        | 1 172       | 48,07       |
|                | Henri Goy         | RPR            | 570          | 23,25        | Retrait     | Retrait     |
|                | Denis Trebos      | PCF            | 97           | 3,96         |             |             |
|                | Yves Muffat       | FN             | 91           | 3,71         |             |             |
|                |                   |                |              |              |             |             |
| Inscrits       | Inscrits          | Inscrits       | 3 432        | 100,00       | 3 432       | 100,00      |
| Abstention     | Abstention        | Abstention     | 864          | 25,17        | 893         | 26,02       |
| Votants        | Votants           | Votants        | 2 568        | 74,83        | 2 539       | 73,98       |
| Blancs et nuls | Blancs et nuls    | Blancs et nuls | 116          | 4,52         | 101         | 3,98        |
| Exprimés       | Exprimés          | Exprimés       | 2 452        | 95,48        | 2 438       | 96,02       |

### Canton de Chalon-sur-Saône-Nord
| Candidats      | Candidats           | Étiquette      | Premier tour | Premier tour | Second tour | Second tour |
| Candidats      | Candidats           | Étiquette      | Voix         | %            | Voix        | %           |
| -------------- | ------------------- | -------------- | ------------ | ------------ | ----------- | ----------- |
|                | Serge Séné          | RPR            | 2 888        | 39,43        | 3 411       | 56,49       |
|                | Maurice Mathus*     | PS             | 1 880        | 25,67        | 2 627       | 43,51       |
|                | Jean Coupat         | FN             | 990          | 13,52        |             |             |
|                | Jean-Louis Hivernat | Verts          | 933          | 12,74        |             |             |
|                | Marcel Bossu        | PCF            | 634          | 8,66         |             |             |
|                | Jean-Serge Dougy    | EXD            | 0            | 0,00         |             |             |
|                |                     |                |              |              |             |             |
| Inscrits       | Inscrits            | Inscrits       | 12 608       | 100,00       | 12 608      | 100,00      |
| Abstention     | Abstention          | Abstention     | 4 806        | 38,12        | 5 980       | 47,43       |
| Votants        | Votants             | Votants        | 7 802        | 61,88        | 6 628       | 52,57       |
| Blancs et nuls | Blancs et nuls      | Blancs et nuls | 477          | 6,11         | 590         | 8,90        |
| Exprimés       | Exprimés            | Exprimés       | 7 325        | 93,89        | 6 038       | 91,10       |

*sortant

### Canton de Chalon-sur-Saône-Sud
| Candidats      | Candidats            | Étiquette      | Premier tour | Premier tour | Second tour | Second tour |
| Candidats      | Candidats            | Étiquette      | Voix         | %            | Voix        | %           |
| -------------- | -------------------- | -------------- | ------------ | ------------ | ----------- | ----------- |
|                | Roger Balan          | DVD            | 3 574        | 36,28        | 4 259       | 49,93       |
|                | Roger Leborne*       | PS             | 3 537        | 35,90        | 4 271       | 50,07       |
|                | Thierry Grosjean     | Verts          | 1 048        | 10,64        |             |             |
|                | Chantal Geniaux-Vahe | FN             | 904          | 9,18         |             |             |
|                | Michel Coulon        | PCF            | 789          | 8,01         |             |             |
|                |                      |                |              |              |             |             |
| Inscrits       | Inscrits             | Inscrits       | 15 129       | 100,00       | 15 129      | 100,00      |
| Abstention     | Abstention           | Abstention     | 4 705        | 31,10        | 5 972       | 39,47       |
| Votants        | Votants              | Votants        | 10 424       | 68,90        | 9 157       | 60,53       |
| Blancs et nuls | Blancs et nuls       | Blancs et nuls | 572          | 5,49         | 627         | 6,85        |
| Exprimés       | Exprimés             | Exprimés       | 9 852        | 94,51        | 8 530       | 93,15       |

*sortant

### Canton de La Clayette
| Candidats      | Candidats       | Étiquette      | Premier tour | Premier tour | Second tour | Second tour |
| Candidats      | Candidats       | Étiquette      | Voix         | %            | Voix        | %           |
| -------------- | --------------- | -------------- | ------------ | ------------ | ----------- | ----------- |
|                | Jean Collaudin* | DVD            | 1 795        | 42,49        | 2 061       | 50,00       |
|                | Simone Feuillet | DVD            | 1 433        | 33,92        | 2 061       | 50,00       |
|                | Jean Escalier   | PS             | 586          | 13,87        |             |             |
|                | Maite Aymes     | Verts          | 180          | 4,26         |             |             |
|                | Maurice Merle   | FN             | 180          | 4,26         |             |             |
|                | Denis Martin    | PCF            | 51           | 1,21         |             |             |
|                |                 |                |              |              |             |             |
| Inscrits       | Inscrits        | Inscrits       | 6 302        | 100,00       | 6 302       | 100,00      |
| Abstention     | Abstention      | Abstention     | 1 888        | 29,96        | 2 034       | 32,28       |
| Votants        | Votants         | Votants        | 4 414        | 70,04        | 4 268       | 67,72       |
| Blancs et nuls | Blancs et nuls  | Blancs et nuls | 189          | 4,28         | 146         | 3,42        |
| Exprimés       | Exprimés        | Exprimés       | 4 225        | 95,72        | 4 122       | 96,58       |

*sortant

### Canton de Cluny
| Candidats      | Candidats         | Étiquette      | Premier tour | Premier tour | Second tour | Second tour |
| Candidats      | Candidats         | Étiquette      | Voix         | %            | Voix        | %           |
| -------------- | ----------------- | -------------- | ------------ | ------------ | ----------- | ----------- |
|                | Robert Rolland    | UDF            | 1 525        | 33,87        | 2 314       | 54,04       |
|                | Hervé Bretagnolle | PS             | 926          | 20,57        | 1 968       | 45,96       |
|                | Guy Belot         | PCF            | 810          | 17,99        | Retrait     | Retrait     |
|                | Guy Bachelet      | DVD            | 445          | 9,88         |             |             |
|                | Jean Lapalus      | PS             | 246          | 5,46         |             |             |
|                | Micheline Loire   | FN             | 236          | 5,24         |             |             |
|                | Pierre Duparay    | Verts          | 196          | 4,35         |             |             |
|                | René Lamy-Perret  | DVD            | 61           | 1,35         |             |             |
|                | René Martin       | PS             | 57           | 1,27         |             |             |
|                |                   |                |              |              |             |             |
| Inscrits       | Inscrits          | Inscrits       | 6 451        | 100,00       | 6 433       | 100,00      |
| Abstention     | Abstention        | Abstention     | 1 726        | 26,76        | 1 914       | 29,75       |
| Votants        | Votants           | Votants        | 4 725        | 73,24        | 4 519       | 70,25       |
| Blancs et nuls | Blancs et nuls    | Blancs et nuls | 223          | 4,72         | 237         | 5,24        |
| Exprimés       | Exprimés          | Exprimés       | 4 502        | 95,28        | 4 282       | 94,76       |

### Canton de Cuiseaux
| Candidats      | Candidats      | Étiquette      | Premier tour | Premier tour |
| Candidats      | Candidats      | Étiquette      | Voix         | %            |
| -------------- | -------------- | -------------- | ------------ | ------------ |
|                | René Beaumont* | UDF            | 2 250        | 64,45        |
|                | André Gandelin | PS             | 753          | 21,57        |
|                | Guy Coulon     | PCF            | 310          | 8,88         |
|                | Paul Laneyrie  | FN             | 178          | 5,10         |
|                |                |                |              |              |
| Inscrits       | Inscrits       | Inscrits       | 4 979        | 100,00       |
| Abstention     | Abstention     | Abstention     | 1 264        | 25,39        |
| Votants        | Votants        | Votants        | 3 715        | 74,61        |
| Blancs et nuls | Blancs et nuls | Blancs et nuls | 224          | 6,03         |
| Exprimés       | Exprimés       | Exprimés       | 3 491        | 93,97        |

*sortant

### Canton de Cuisery
| Candidats      | Candidats        | Étiquette      | Premier tour | Premier tour |
| Candidats      | Candidats        | Étiquette      | Voix         | %            |
| -------------- | ---------------- | -------------- | ------------ | ------------ |
|                | Paul Perrault    | RPR            | 1 631        | 53,97        |
|                | Gérard Ducret    | PS             | 614          | 20,32        |
|                | Marcel Chambriat | PS             | 314          | 10,39        |
|                | Jean Seurre      | PCF            | 297          | 9,83         |
|                | Jean Roncajola   | FN             | 166          | 5,49         |
|                |                  |                |              |              |
| Inscrits       | Inscrits         | Inscrits       | 4 620        | 100,00       |
| Abstention     | Abstention       | Abstention     | 1 464        | 31,69        |
| Votants        | Votants          | Votants        | 3 156        | 68,31        |
| Blancs et nuls | Blancs et nuls   | Blancs et nuls | 134          | 4,25         |
| Exprimés       | Exprimés         | Exprimés       | 3 022        | 95,75        |

### Canton de Digoin
| Candidats      | Candidats      | Étiquette      | Premier tour | Premier tour | Second tour | Second tour |
| Candidats      | Candidats      | Étiquette      | Voix         | %            | Voix        | %           |
| -------------- | -------------- | -------------- | ------------ | ------------ | ----------- | ----------- |
|                | André Mercier  | DVD            | 2 070        | 39,36        | 2 204       | 43,39       |
|                | Gérard Bossu   | PS             | 2 053        | 39,04        | 2 875       | 56,61       |
|                | Louis Cantat   | PCF            | 1 136        | 21,60        | Retrait     | Retrait     |
|                |                |                |              |              |             |             |
| Inscrits       | Inscrits       | Inscrits       | 8 177        | 100,00       | 8 177       | 100,00      |
| Abstention     | Abstention     | Abstention     | 2 591        | 31,69        | 2 826       | 34,56       |
| Votants        | Votants        | Votants        | 5 586        | 68,31        | 5 351       | 65,44       |
| Blancs et nuls | Blancs et nuls | Blancs et nuls | 327          | 5,85         | 272         | 5,08        |
| Exprimés       | Exprimés       | Exprimés       | 5 259        | 94,15        | 5 079       | 94,92       |

### Canton d'Épinac
| Candidats      | Candidats             | Étiquette      | Premier tour | Premier tour | Second tour | Second tour |
| Candidats      | Candidats             | Étiquette      | Voix         | %            | Voix        | %           |
| -------------- | --------------------- | -------------- | ------------ | ------------ | ----------- | ----------- |
|                | Jean-François Nicolas | PS             | 1 073        | 36,99        | 1 739       | 60,40       |
|                | Patrick Defontaine*   | UDF            | 842          | 29,02        | 1 140       | 39,60       |
|                | Paul Gauthey          | PS             | 533          | 18,37        | Retrait     | Retrait     |
|                | Jean Vieillard        | FN             | 335          | 11,55        |             |             |
|                | Roland Palluet        | PCF            | 118          | 4,07         |             |             |
|                |                       |                |              |              |             |             |
| Inscrits       | Inscrits              | Inscrits       | 3 810        | 100,00       | 3 808       | 100,00      |
| Abstention     | Abstention            | Abstention     | 778          | 20,42        | 773         | 20,30       |
| Votants        | Votants               | Votants        | 3 032        | 79,58        | 3 035       | 79,70       |
| Blancs et nuls | Blancs et nuls        | Blancs et nuls | 131          | 4,32         | 156         | 5,14        |
| Exprimés       | Exprimés              | Exprimés       | 2 901        | 95,68        | 2 879       | 94,86       |

*sortant

### Canton de Givry
| Candidats      | Candidats          | Étiquette      | Premier tour | Premier tour | Second tour | Second tour |
| Candidats      | Candidats          | Étiquette      | Voix         | %            | Voix        | %           |
| -------------- | ------------------ | -------------- | ------------ | ------------ | ----------- | ----------- |
|                | Maurice Juillot*   | UDF            | 2 056        | 37,08        | 2 400       | 54,97       |
|                | Christian Wagener  | DVD            | 1 319        | 23,79        | 1 966       | 45,03       |
|                | Alain Delhaye      | PS             | 644          | 11,61        |             |             |
|                | Dominique Gauvain  | FN             | 579          | 10,44        |             |             |
|                | Marc Lienard       | Verts          | 518          | 9,34         |             |             |
|                | Jean-Paul Armand   | PCF            | 365          | 6,58         |             |             |
|                | Argante Mezzarobba | DVD            | 64           | 1,15         |             |             |
|                |                    |                |              |              |             |             |
| Inscrits       | Inscrits           | Inscrits       | 8 085        | 100,00       | 8 086       | 100,00      |
| Abstention     | Abstention         | Abstention     | 2 308        | 28,55        | 3 136       | 38,78       |
| Votants        | Votants            | Votants        | 5 777        | 71,45        | 4 950       | 61,22       |
| Blancs et nuls | Blancs et nuls     | Blancs et nuls | 232          | 4,02         | 584         | 11,80       |
| Exprimés       | Exprimés           | Exprimés       | 5 545        | 95,98        | 4 366       | 88,20       |

*sortant

### Canton de La Guiche
| Candidats      | Candidats          | Étiquette      | Premier tour | Premier tour | Second tour | Second tour |
| Candidats      | Candidats          | Étiquette      | Voix         | %            | Voix        | %           |
| -------------- | ------------------ | -------------- | ------------ | ------------ | ----------- | ----------- |
|                | Daniel Decerle     | PS             | 765          | 41,55        | 916         | 49,41       |
|                | Armand Aubague*    | DVD            | 751          | 40,79        | 938         | 50,59       |
|                | Hervé Ducrot       | DVD            | 148          | 8,04         |             |             |
|                | Christian Da Silva | FN             | 97           | 5,27         |             |             |
|                | Charles Gaugne     | PCF            | 80           | 4,35         |             |             |
|                |                    |                |              |              |             |             |
| Inscrits       | Inscrits           | Inscrits       | 2 567        | 100,00       | 2 567       | 100,00      |
| Abstention     | Abstention         | Abstention     | 625          | 24,35        | 660         | 25,71       |
| Votants        | Votants            | Votants        | 1 942        | 75,65        | 1 907       | 74,29       |
| Blancs et nuls | Blancs et nuls     | Blancs et nuls | 101          | 5,20         | 53          | 2,78        |
| Exprimés       | Exprimés           | Exprimés       | 1 841        | 94,80        | 1 854       | 97,22       |

*sortant

### Canton d'Issy-l'Évêque
| Candidats      | Candidats            | Étiquette      | Premier tour | Premier tour |
| Candidats      | Candidats            | Étiquette      | Voix         | %            |
| -------------- | -------------------- | -------------- | ------------ | ------------ |
|                | André Pourny*        | DVD            | 1 067        | 66,81        |
|                | Marie-Claude Puzenat | PS             | 363          | 22,73        |
|                | Isabelle Voillot     | PCF            | 88           | 5,51         |
|                | Lucienne Labarre     | FN             | 79           | 4,95         |
|                |                      |                |              |              |
| Inscrits       | Inscrits             | Inscrits       | 2 182        | 100,00       |
| Abstention     | Abstention           | Abstention     | 511          | 23,42        |
| Votants        | Votants              | Votants        | 1 671        | 76,58        |
| Blancs et nuls | Blancs et nuls       | Blancs et nuls | 74           | 4,43         |
| Exprimés       | Exprimés             | Exprimés       | 1 597        | 95,57        |

*sortant

### Canton de Lucenay-l'Évêque
| Candidats      | Candidats         | Étiquette      | Premier tour | Premier tour |
| Candidats      | Candidats         | Étiquette      | Voix         | %            |
| -------------- | ----------------- | -------------- | ------------ | ------------ |
|                | Lucien Naudin*    | PS             | 1 247        | 52,97        |
|                | Charles de Ganay  | RPR            | 499          | 21,20        |
|                | Marguerite Le Pen | FN             | 205          | 8,71         |
|                | Roland Boissard   | PCF            | 202          | 8,58         |
|                | Jacques Guenot    | DVD            | 201          | 8,54         |
|                |                   |                |              |              |
| Inscrits       | Inscrits          | Inscrits       | 3 559        | 100,00       |
| Abstention     | Abstention        | Abstention     | 1 022        | 28,72        |
| Votants        | Votants           | Votants        | 2 537        | 71,28        |
| Blancs et nuls | Blancs et nuls    | Blancs et nuls | 183          | 7,21         |
| Exprimés       | Exprimés          | Exprimés       | 2 354        | 92,79        |

*sortant

### Canton de Lugny
| Candidats      | Candidats       | Étiquette      | Premier tour | Premier tour | Second tour | Second tour |
| Candidats      | Candidats       | Étiquette      | Voix         | %            | Voix        | %           |
| -------------- | --------------- | -------------- | ------------ | ------------ | ----------- | ----------- |
|                | René Boudier*   | DVD            | 1 703        | 46,06        | 1 915       | 61,10       |
|                | Gilbert Mornand | PS             | 856          | 23,15        | 1 219       | 38,90       |
|                | Daniel Conry    | PCF            | 620          | 16,77        | Retrait     | Retrait     |
|                | Maurice Dubois  | FN             | 260          | 7,03         |             |             |
|                | Joël Feydel     | Verts          | 258          | 6,98         |             |             |
|                |                 |                |              |              |             |             |
| Inscrits       | Inscrits        | Inscrits       | 5 627        | 100,00       | 5 627       | 100,00      |
| Abstention     | Abstention      | Abstention     | 1 741        | 30,94        | 2 272       | 40,38       |
| Votants        | Votants         | Votants        | 3 886        | 69,06        | 3 355       | 59,62       |
| Blancs et nuls | Blancs et nuls  | Blancs et nuls | 189          | 4,86         | 221         | 6,59        |
| Exprimés       | Exprimés        | Exprimés       | 3 697        | 95,14        | 3 134       | 93,41       |

*sortant

### Canton de Mâcon-Centre
| Candidats      | Candidats          | Étiquette      | Premier tour | Premier tour |
| Candidats      | Candidats          | Étiquette      | Voix         | %            |
| -------------- | ------------------ | -------------- | ------------ | ------------ |
|                | Gérard Voisin*     | UDF            | 3 583        | 55,11        |
|                | Jean-Pierre Bonnin | PS             | 1 296        | 19,93        |
|                | Pierre CHervét     | Verts          | 666          | 10,24        |
|                | Henri Andrieu      | FN             | 643          | 9,89         |
|                | Daniel Carrette    | PCF            | 314          | 4,83         |
|                |                    |                |              |              |
| Inscrits       | Inscrits           | Inscrits       | 10 665       | 100,00       |
| Abstention     | Abstention         | Abstention     | 3 871        | 36,30        |
| Votants        | Votants            | Votants        | 6 794        | 63,70        |
| Blancs et nuls | Blancs et nuls     | Blancs et nuls | 292          | 4,30         |
| Exprimés       | Exprimés           | Exprimés       | 6 502        | 95,70        |

*sortant

### Canton de Mâcon-Sud
| Candidats      | Candidats        | Étiquette      | Premier tour | Premier tour | Second tour | Second tour |
| Candidats      | Candidats        | Étiquette      | Voix         | %            | Voix        | %           |
| -------------- | ---------------- | -------------- | ------------ | ------------ | ----------- | ----------- |
|                | Roger Couturier* | RPR            | 2 563        | 47,31        | 3 059       | 63,86       |
|                | René Ducarouge   | PS             | 1 125        | 20,77        | 1 731       | 36,14       |
|                | Maurice Martin   | FN             | 718          | 13,25        |             |             |
|                | Olivier Pages    | Verts          | 608          | 11,22        |             |             |
|                | Maurice Perdrix  | PCF            | 403          | 7,44         |             |             |
|                |                  |                |              |              |             |             |
| Inscrits       | Inscrits         | Inscrits       | 9 062        | 100,00       | 9 061       | 100,00      |
| Abstention     | Abstention       | Abstention     | 3 351        | 36,98        | 3 928       | 43,35       |
| Votants        | Votants          | Votants        | 5 711        | 63,02        | 5 133       | 56,65       |
| Blancs et nuls | Blancs et nuls   | Blancs et nuls | 294          | 5,15         | 343         | 6,68        |
| Exprimés       | Exprimés         | Exprimés       | 5 417        | 94,85        | 4 790       | 93,32       |

*sortant

### Canton de Marcigny
| Candidats      | Candidats          | Étiquette      | Premier tour | Premier tour | Second tour | Second tour |
| Candidats      | Candidats          | Étiquette      | Voix         | %            | Voix        | %           |
| -------------- | ------------------ | -------------- | ------------ | ------------ | ----------- | ----------- |
|                | Jacques Rebillard* | PS             | 1 663        | 47,42        | 1 940       | 57,88       |
|                | André Perrier      | DVD            | 1 367        | 38,98        | 1 412       | 42,12       |
|                | Michel Aufranc     | FN             | 359          | 10,24        |             |             |
|                | Dominique Gressard | PCF            | 118          | 3,36         |             |             |
|                |                    |                |              |              |             |             |
| Inscrits       | Inscrits           | Inscrits       | 5 007        | 100,00       | 5 006       | 100,00      |
| Abstention     | Abstention         | Abstention     | 1 349        | 26,94        | 1 555       | 31,06       |
| Votants        | Votants            | Votants        | 3 658        | 73,06        | 3 451       | 68,94       |
| Blancs et nuls | Blancs et nuls     | Blancs et nuls | 151          | 4,13         | 99          | 2,87        |
| Exprimés       | Exprimés           | Exprimés       | 3 507        | 95,87        | 3 352       | 97,13       |

*sortant

### Canton de Matour
| Candidats      | Candidats             | Étiquette      | Premier tour | Premier tour |
| Candidats      | Candidats             | Étiquette      | Voix         | %            |
| -------------- | --------------------- | -------------- | ------------ | ------------ |
|                | Jean-Patrick Courtois | RPR            | 1 079        | 54,88        |
|                | Philippe Malaud*      | DVD            | 612          | 31,13        |
|                | Jean-Marc Dautriche   | Verts          | 135          | 6,87         |
|                | Bernard Daugan        | FN             | 103          | 5,24         |
|                | Pierre Chaudagne      | PCF            | 37           | 1,88         |
|                |                       |                |              |              |
| Inscrits       | Inscrits              | Inscrits       | 2 806        | 100,00       |
| Abstention     | Abstention            | Abstention     | 721          | 25,69        |
| Votants        | Votants               | Votants        | 2 085        | 74,31        |
| Blancs et nuls | Blancs et nuls        | Blancs et nuls | 119          | 5,71         |
| Exprimés       | Exprimés              | Exprimés       | 1 966        | 94,29        |

*sortant

### Canton de Mesvres
| Candidats      | Candidats           | Étiquette      | Premier tour | Premier tour |
| Candidats      | Candidats           | Étiquette      | Voix         | %            |
| -------------- | ------------------- | -------------- | ------------ | ------------ |
|                | Christian Gillot*   | PS             | 1 581        | 63,04        |
|                | Joël Plaideau       | RPR            | 556          | 22,17        |
|                | Robert Schuler      | FN             | 191          | 7,62         |
|                | Odette Koskas       | Verts          | 113          | 4,51         |
|                | Jean-Louis Regniaud | PCF            | 67           | 2,67         |
|                |                     |                |              |              |
| Inscrits       | Inscrits            | Inscrits       | 3 322        | 100,00       |
| Abstention     | Abstention          | Abstention     | 714          | 21,49        |
| Votants        | Votants             | Votants        | 2 608        | 78,51        |
| Blancs et nuls | Blancs et nuls      | Blancs et nuls | 100          | 3,83         |
| Exprimés       | Exprimés            | Exprimés       | 2 508        | 96,17        |

*sortant

### Canton de Montceau-les-Mines-Nord
| Candidats      | Candidats         | Étiquette      | Premier tour | Premier tour | Second tour | Second tour |
| Candidats      | Candidats         | Étiquette      | Voix         | %            | Voix        | %           |
| -------------- | ----------------- | -------------- | ------------ | ------------ | ----------- | ----------- |
|                | Michel Thomas     | RPR            | 3 584        | 46,80        | 4 040       | 60,15       |
|                | Martine Agacinski | PS             | 1 770        | 23,11        | 2 677       | 39,85       |
|                | Jean Gaumet       | PCF            | 882          | 11,52        |             |             |
|                | Michel Collinot   | FN             | 747          | 9,75         |             |             |
|                | Robert Fauchery   | Verts          | 675          | 8,81         |             |             |
|                |                   |                |              |              |             |             |
| Inscrits       | Inscrits          | Inscrits       | 14 130       | 100,00       | 14 130      | 100,00      |
| Abstention     | Abstention        | Abstention     | 6 099        | 43,16        | 6 944       | 49,14       |
| Votants        | Votants           | Votants        | 8 031        | 56,84        | 7 186       | 50,86       |
| Blancs et nuls | Blancs et nuls    | Blancs et nuls | 373          | 4,64         | 469         | 6,53        |
| Exprimés       | Exprimés          | Exprimés       | 7 658        | 95,36        | 6 717       | 93,47       |

### Canton de Mont-Saint-Vincent
| Candidats      | Candidats        | Étiquette      | Premier tour | Premier tour |
| Candidats      | Candidats        | Étiquette      | Voix         | %            |
| -------------- | ---------------- | -------------- | ------------ | ------------ |
|                | Jean Girardon*   | DVD            | 899          | 54,85        |
|                | Jean Chatron     | RPR            | 446          | 27,21        |
|                | Pierre Loire     | FN             | 111          | 6,77         |
|                | Jean-Paul Bonin  | Verts          | 105          | 6,41         |
|                | Raymond Grillot  | PCF            | 69           | 4,21         |
|                | Jean-Serge Dougy | EXD            | 9            | 0,55         |
|                |                  |                |              |              |
| Inscrits       | Inscrits         | Inscrits       | 2 273        | 100,00       |
| Abstention     | Abstention       | Abstention     | 569          | 25,03        |
| Votants        | Votants          | Votants        | 1 704        | 74,97        |
| Blancs et nuls | Blancs et nuls   | Blancs et nuls | 65           | 3,81         |
| Exprimés       | Exprimés         | Exprimés       | 1 639        | 96,19        |

*sortant

### Canton de Paray-le-Monial
| Candidats      | Candidats             | Étiquette      | Premier tour | Premier tour |
| Candidats      | Candidats             | Étiquette      | Voix         | %            |
| -------------- | --------------------- | -------------- | ------------ | ------------ |
|                | Marcel-Alain Drapier* | DVD            | 3 865        | 57,37        |
|                | Emmanuel Mejias       | PS             | 1 380        | 20,48        |
|                | Lucien Crozet         | FN             | 558          | 8,28         |
|                | Dominique Bahrel      | Verts          | 510          | 7,57         |
|                | Jean-Louis Mitaine    | PCF            | 424          | 6,29         |
|                |                       |                |              |              |
| Inscrits       | Inscrits              | Inscrits       | 10 585       | 100,00       |
| Abstention     | Abstention            | Abstention     | 3 482        | 32,90        |
| Votants        | Votants               | Votants        | 7 103        | 67,10        |
| Blancs et nuls | Blancs et nuls        | Blancs et nuls | 366          | 5,15         |
| Exprimés       | Exprimés              | Exprimés       | 6 737        | 94,85        |

*sortant

### Canton de Saint-Germain-du-Bois
| Candidats      | Candidats                  | Étiquette      | Premier tour | Premier tour |
| Candidats      | Candidats                  | Étiquette      | Voix         | %            |
| -------------- | -------------------------- | -------------- | ------------ | ------------ |
|                | François Moreau*           | DVD            | 2 393        | 64,38        |
|                | Jean-Luc Vernay            | PS             | 819          | 22,03        |
|                | Christian Dumarais         | DVD            | 258          | 6,94         |
|                | Geneviève Colas Des Francs | FN             | 134          | 3,61         |
|                | Jean-Paul Jacques          | PCF            | 113          | 3,04         |
|                |                            |                |              |              |
| Inscrits       | Inscrits                   | Inscrits       | 5 045        | 100,00       |
| Abstention     | Abstention                 | Abstention     | 1 210        | 23,98        |
| Votants        | Votants                    | Votants        | 3 835        | 76,02        |
| Blancs et nuls | Blancs et nuls             | Blancs et nuls | 118          | 3,08         |
| Exprimés       | Exprimés                   | Exprimés       | 3 717        | 96,92        |

*sortant

### Canton de Saint-Germain-du-Plain
| Candidats      | Candidats              | Étiquette      | Premier tour | Premier tour | Second tour | Second tour |
| Candidats      | Candidats              | Étiquette      | Voix         | %            | Voix        | %           |
| -------------- | ---------------------- | -------------- | ------------ | ------------ | ----------- | ----------- |
|                | Jean Viallet*          | DVD            | 1 669        | 47,55        | 1 952       | 63,29       |
|                | Marie-Paule Joigneault | PS             | 706          | 20,11        | 1 132       | 36,71       |
|                | Roger Rochet           | DVD            | 644          | 18,35        | Retrait     | Retrait     |
|                | Max Mansot             | FN             | 277          | 7,89         |             |             |
|                | Marcel Dijoux          | PCF            | 214          | 6,10         |             |             |
|                |                        |                |              |              |             |             |
| Inscrits       | Inscrits               | Inscrits       | 5 249        | 100,00       | 5 248       | 100,00      |
| Abstention     | Abstention             | Abstention     | 1 561        | 29,74        | 1 921       | 36,60       |
| Votants        | Votants                | Votants        | 3 688        | 70,26        | 3 327       | 63,40       |
| Blancs et nuls | Blancs et nuls         | Blancs et nuls | 178          | 4,83         | 243         | 7,30        |
| Exprimés       | Exprimés               | Exprimés       | 3 510        | 95,17        | 3 084       | 92,70       |

*sortant

### Canton de Saint-Léger-sous-Beuvray
| Candidats      | Candidats              | Étiquette      | Premier tour | Premier tour |
| Candidats      | Candidats              | Étiquette      | Voix         | %            |
| -------------- | ---------------------- | -------------- | ------------ | ------------ |
|                | Robert Jacquemard*     | PRG            | 1 307        | 53,63        |
|                | Marie-Thérèse Verneret | RPR            | 884          | 36,27        |
|                | Ginette Champmartin    | FN             | 160          | 6,57         |
|                | Christian Landre       | PCF            | 86           | 3,53         |
|                |                        |                |              |              |
| Inscrits       | Inscrits               | Inscrits       | 3 271        | 100,00       |
| Abstention     | Abstention             | Abstention     | 725          | 22,16        |
| Votants        | Votants                | Votants        | 2 546        | 77,84        |
| Blancs et nuls | Blancs et nuls         | Blancs et nuls | 109          | 4,28         |
| Exprimés       | Exprimés               | Exprimés       | 2 437        | 95,72        |

*sortant

### Canton de Semur-en-Brionnais
| Candidats      | Candidats          | Étiquette      | Premier tour | Premier tour |
| Candidats      | Candidats          | Étiquette      | Voix         | %            |
| -------------- | ------------------ | -------------- | ------------ | ------------ |
|                | Michel Vivier*     | DVD            | 1 696        | 62,10        |
|                | Colette Visseyrias | PS             | 694          | 25,41        |
|                | Eric Sauvan        | FN             | 255          | 9,34         |
|                | Michel Kumpf       | PCF            | 86           | 3,15         |
|                |                    |                |              |              |
| Inscrits       | Inscrits           | Inscrits       | 4 095        | 100,00       |
| Abstention     | Abstention         | Abstention     | 1 177        | 28,74        |
| Votants        | Votants            | Votants        | 2 918        | 71,26        |
| Blancs et nuls | Blancs et nuls     | Blancs et nuls | 187          | 6,41         |
| Exprimés       | Exprimés           | Exprimés       | 2 731        | 93,59        |

*sortant

### Canton de Sennecey-le-Grand
| Candidats      | Candidats                | Étiquette      | Premier tour | Premier tour |
| Candidats      | Candidats                | Étiquette      | Voix         | %            |
| -------------- | ------------------------ | -------------- | ------------ | ------------ |
|                | Jean-Paul Emorine*       | UDF            | 2 282        | 55,08        |
|                | Daniel Cautel            | PS             | 897          | 21,65        |
|                | Hervé Bosio              | Verts          | 408          | 9,85         |
|                | Josyane Moranval-Vincent | FN             | 320          | 7,72         |
|                | Gérard Courageux         | PCF            | 236          | 5,70         |
|                |                          |                |              |              |
| Inscrits       | Inscrits                 | Inscrits       | 5 853        | 100,00       |
| Abstention     | Abstention               | Abstention     | 1 555        | 26,57        |
| Votants        | Votants                  | Votants        | 4 298        | 73,43        |
| Blancs et nuls | Blancs et nuls           | Blancs et nuls | 155          | 3,61         |
| Exprimés       | Exprimés                 | Exprimés       | 4 143        | 96,39        |

*sortant